# Gabriel von Max
Gabriel Cornelius von Max (Praga, 23 agosto 1840 – Monaco di Baviera, 24 novembre 1915) è stato un pittore tedesco.
Rampollo rinomato fra gli artisti della famiglia Max, nel 1900 Gabriel fu elevato al rango di cavaliere (in tedesco Ritter), titolo nobiliare bavarese, e modificò il suo nome in Gabriel Cornelius Ritter von Max. Fu anche docente di Pittura storica presso l'Accademia delle belle arti di Monaco di Baviera.

## Biografia
Figlio di Anna Schumann e dello scultore Joseph Max, ricevette proprio dal padre la prima formazione in materia di pittura storica. A 15 anni iniziò a studiare presso l'Accademia delle belle Arti di Praga e fu allievo di Eduard von Engerth, che lo aiutò ad inserirsi nel 1858 presso l'Accademia di belle arti di Vienna, dove dal 1861 ebbe come docenti Karl von Blaas, Karl Mayer, Christian Ruben e Carl Wurzinger. Nel 1863 si trasferì alla regia Accademia di Belle Arti di Monaco di Baviera dove seguì l'insegnamento di Karl Theodor von Piloty fino al 1867. Attraverso i suoi compagni di corso Hans Makart e Franz von Defregger conobbe il pittore Franz von Lenbach.

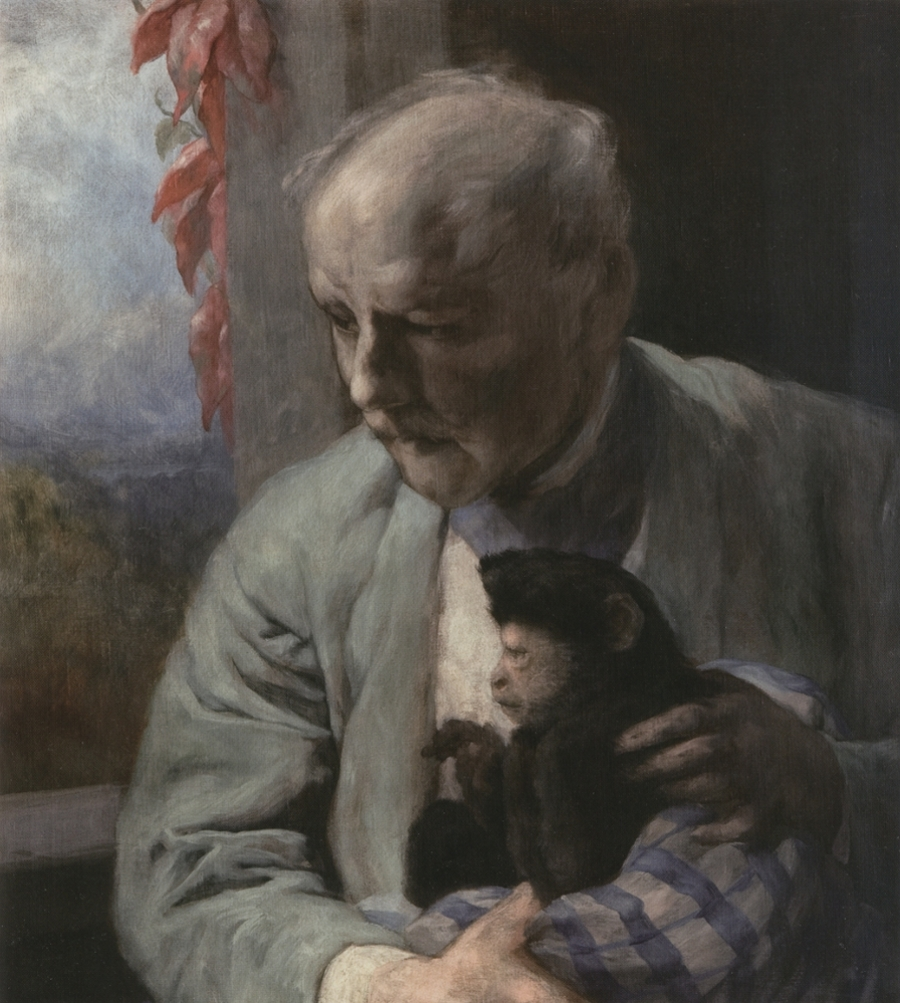
Autoritratto con scimmia (1910)

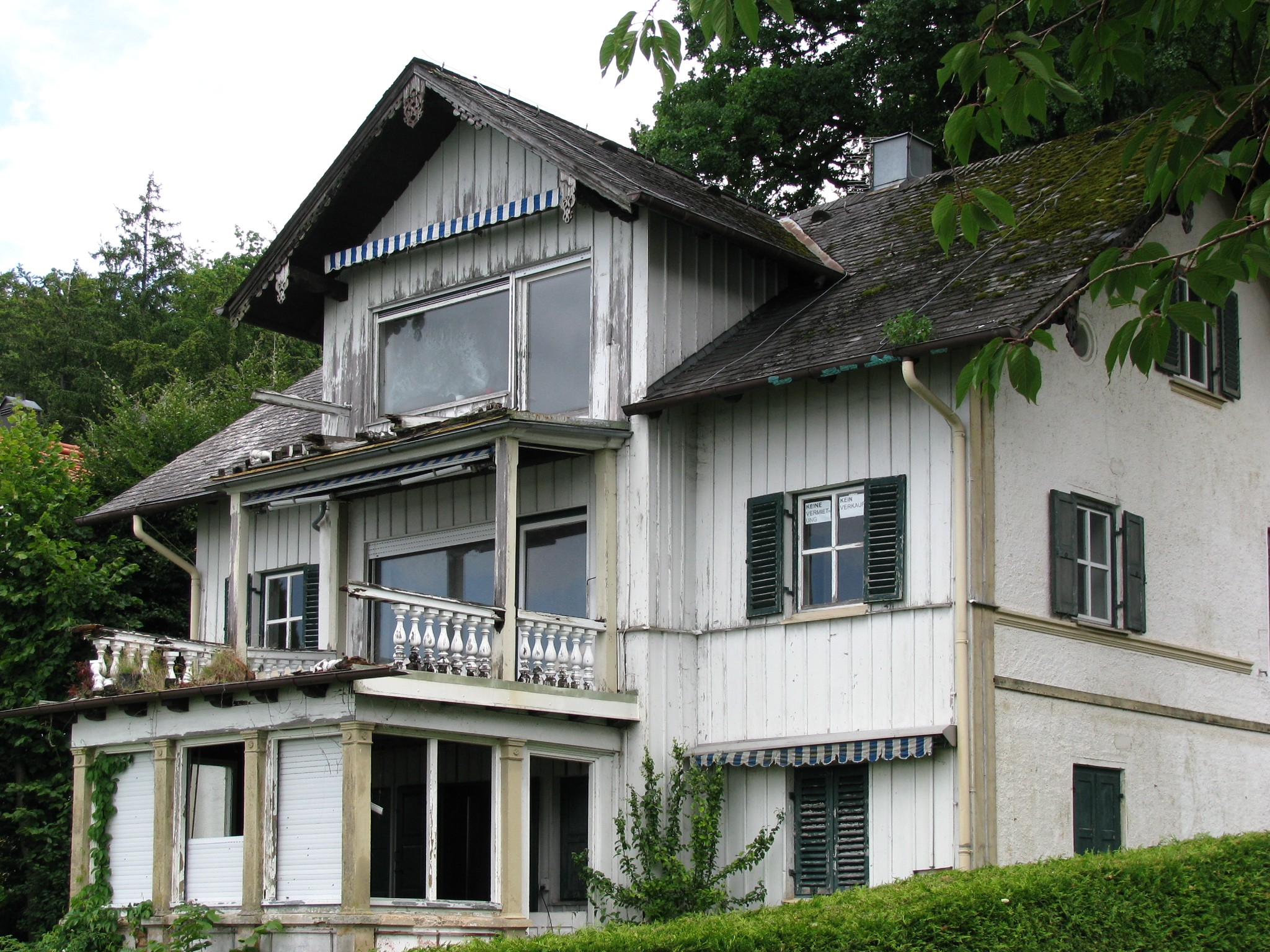
Villa Max ad Ammerland

Nel 1873 a Monaco di Baviera sposò Emma Kitzing, da cui ebbe una figlia e due figli, i futuri pittori Cornelius e Columbus Max. Nel 1878 gli venne assegnata la cattedra di pittura storica presso l'Accademia di Monaco, cui tuttavia rinunciò nel 1883. Nel 1884 entrò a far parte della società teosofica "Germania" di cui la sua casa presso il lago di Starnberg divenne sede.
Nel 1893, poco dopo il divorzio dalla prima moglie, Max sposò a Monaco Ernestine Harlander.
Già mentre era in vita Gabriel von Max era considerato uno dei maggiori artisti di successo di Monaco di Baviera.
Con effetto dal 2 dicembre 1900, il Regno di Baviera elevò Max al rango nobiliare con il titolo di cavaliere (in tedesco Ritter). All'incirca nello stesso periodo Gabriel von Max si ritirò a vivere e lavorare nella sua villa ad Ammerland, frazione di Münsing presso il Lago di Starnberg. L'edificio, costruito nel 1871 ed ampliato nel 1890 da Emanuel von Seidl, in seguito passò sotto la tutela dei beni culturali; nel 2012 l'autorità amministrativa circondariale respinse la richiesta di demolizione che la proprietaria aveva presentato, incurante delle numerose proteste scaturite. Nella sua villa von Max continuò a mantenere contatti con Albert von Schrenck-Notzing e Carl du Prel, le cui opinioni influenzarono le sue ultime opere. Insieme alla pittura e ad altri interessi, Max si dedicò allo studio antropologico delle scimmie, di cui ad Ammerland possedeva un discreto allevamento.

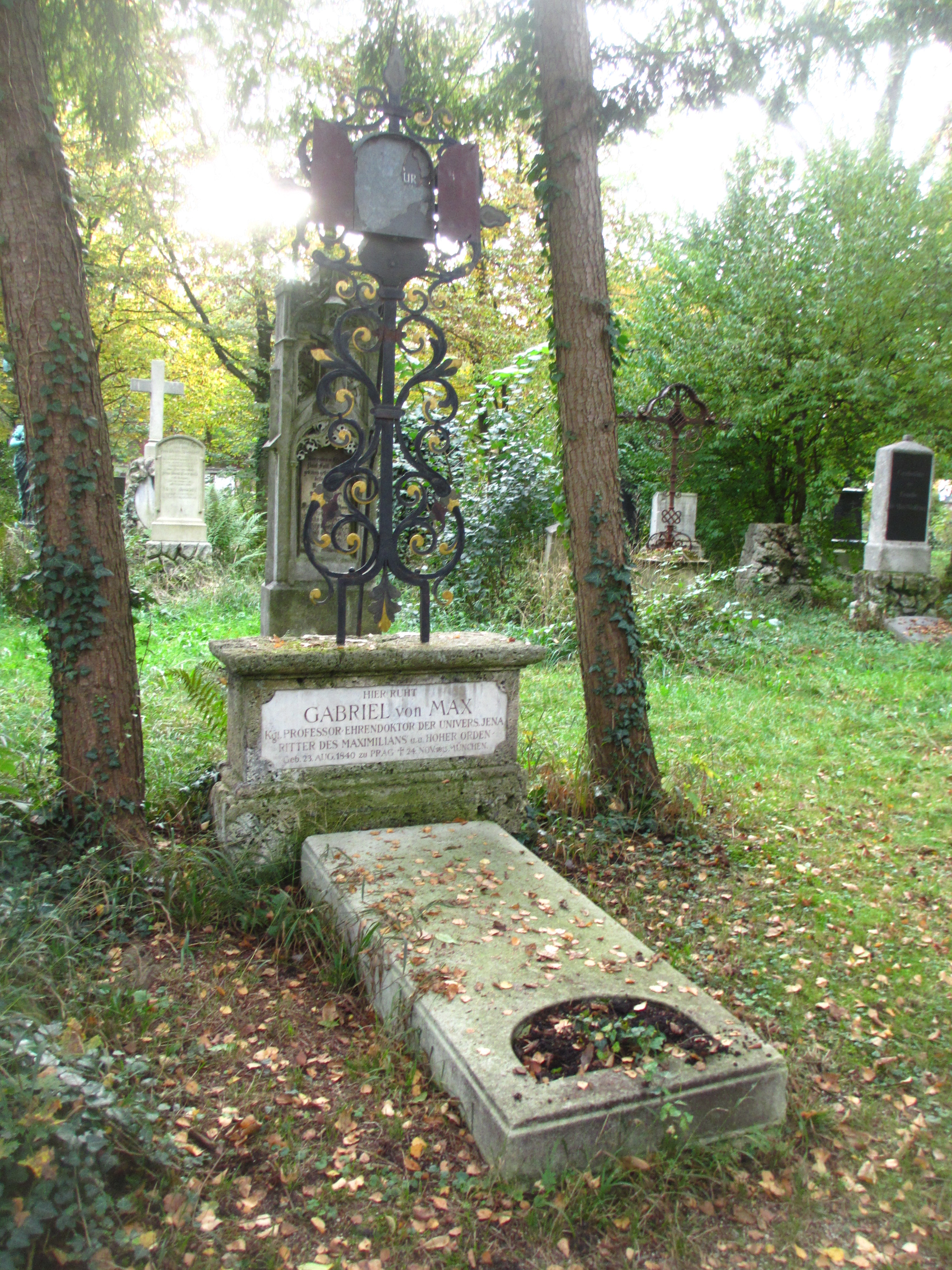
Tomba di Gabriel von Max

Gabriel von Max morì a 75 anni e venne sepolto nell'antico cimitero meridionale di Monaco di Baviera.

### Il collezionismo
La fama di cui godeva come pittore ne offuscò in parte l'attività di collezionista, forse anche in quanto non mise per iscritto i risultati delle proprie meticolose osservazioni; nello stesso tempo la notorietà gli fornì i mezzi, attraverso una copiosa produzione e vendita di opere, proprio per collezionare oggetti scientifici, con cui l'artista intendeva celebrare la diversità della specie umana.
La collezione scientifica di Gabriel von Max comprendeva oltre 50.000 oggetti, raccolti fin dalla giovinezza e suddivisi per materie (storia, antropologia, zoologia, etnografia); una parte considerevole era costituita da teschi della sua epoca.
Per espresso desiderio dell'artista, dopo la sua morte la collezione doveva restare in Germania e non essere smembrata. Tuttavia la famiglia, a causa di problemi finanziari, dovette procedere alla vendita. Nel 1917 la collezione venne acquistata per intero dalla città di Mannheim, ma nel 1935 circa 500 teschi furono scambiati con l'Università di Freiburg. Dopo la seconda guerra mondiale la raccolta venne dichiarata dispersa, e soltanto alla fine del 2008 ne fu reso noto l'inserimento in un'altra collezione di Freiburg. L'intera collezione di von Max venne poi ricomposta presso il museo di Mannheim. Seguirono acquisizioni e scambi con tutto il mondo, con esposizioni da parte di diversi musei.

## L'arte di Gabriel von Max

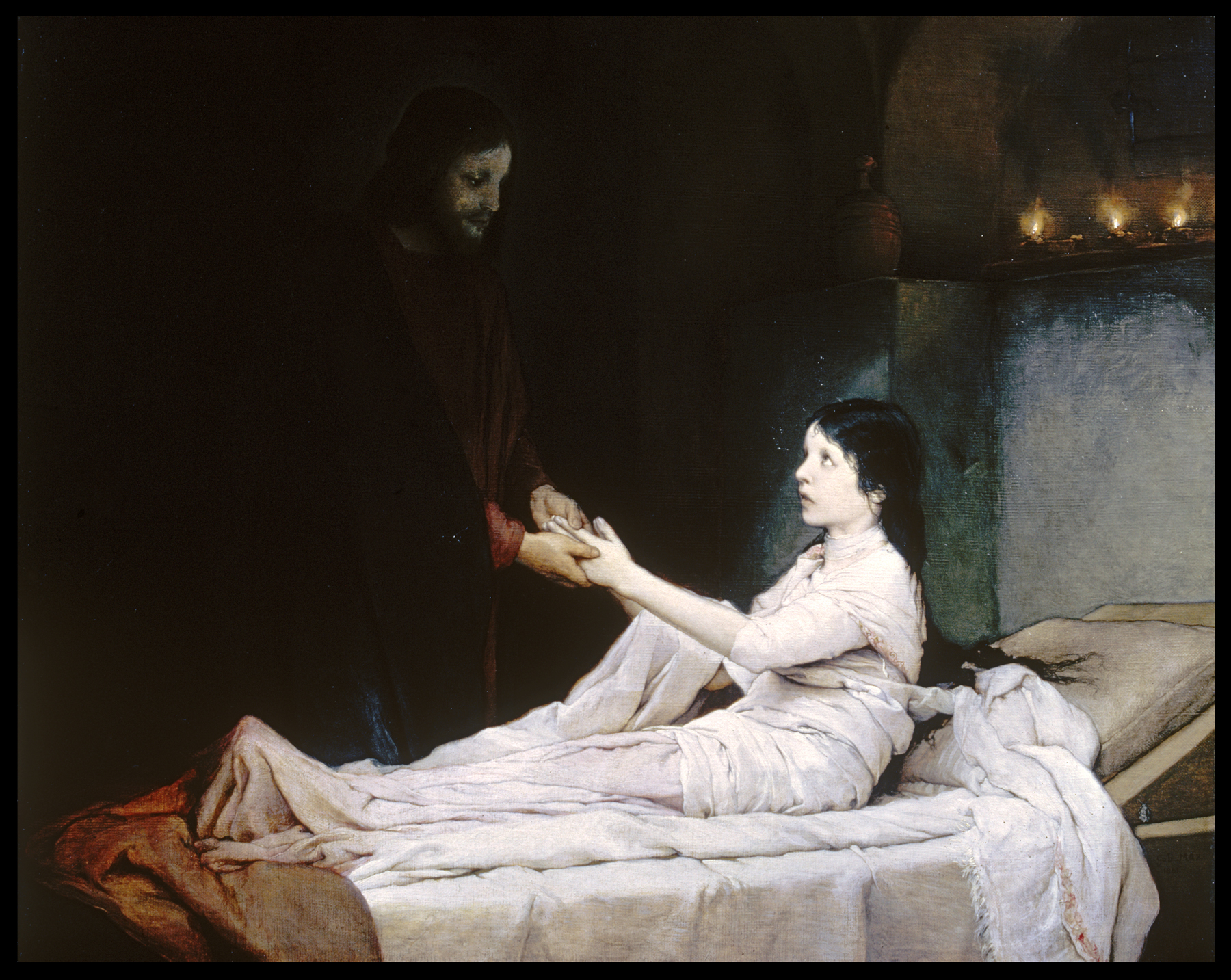
La risurrezione della figlia di Giairo (1881)

La sua opera rifletteva le tematiche della Gründerzeit attraverso dipinti di genere e di storia come i quadri allegorico-mistici e i motivi spiritistico-religiosi. L'artista infatti, influenzato dagli amici, si interessava fra l'altro a sonnambulismo e ipnosi.
I suoi primi dipinti in particolare riguardavano la religione o la morte, e veicolavano un'intensa emozione accompagnata da un erotismo canzonatorio.

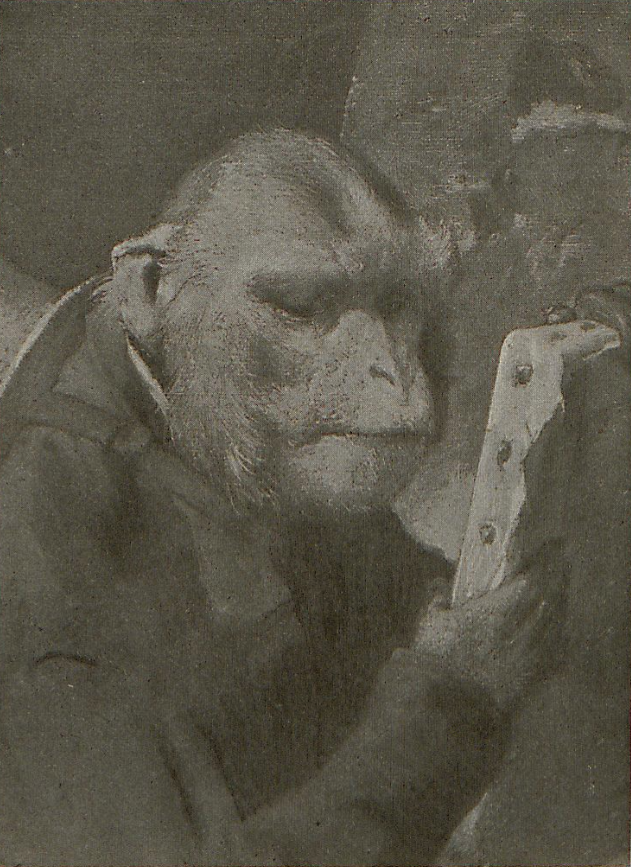
Critico d'arte (ca. 1894)

Fra il 1878 e il 1881 eseguì due dipinti sulla risurrezione della figlia di Giairo, nei quali, a differenza di altri autori, la protagonista non ha ancora raggiunto l'età adulta. Ancora differenziandosi da altri artisti, Max scelse di ritrarre sulla tela soltanto Cristo e la giovane, che nel primo dipinto giace immobile nel sonno mortale, mentre nel secondo viene colta nello sforzo di rizzarsi a sedere sul letto con l'aiuto della mano di Gesù. L'espressione del volto cereo tradisce sorpresa e timida sottomissione; la luce si concentra sulla ragazza e sulle lenzuola bianche, simili a drappi funebri.

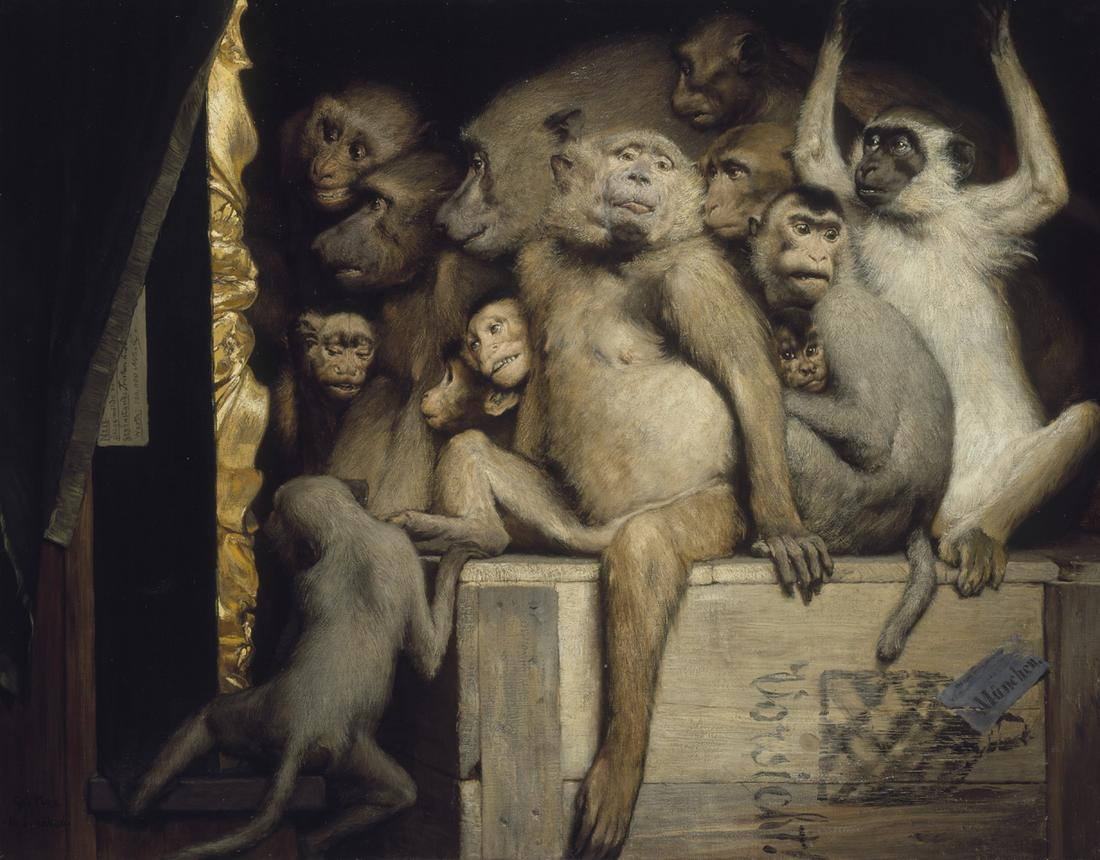
Giudici d'arte (1889)

Convinto darwinista, von Max allevava scimmie di cui osservava il comportamento e che utilizzava anche come modelle. Malgrado l'amore per gli animali, von Max ne studiò il comportamento e l'anatomia con distaccato rigore scientifico. Naturalista appassionato, von Max prese le distanze tuttavia dal punto di vista dell'amico Haeckel, in base al quale gli esseri umani sarebbero l'apice dell'evoluzione postulata da Charles Darwin. L'artista dimostrò di preferire le scimmie addomesticate, che ritraeva mentre svolgevano attività umane, come ad esempio la Scimmia davanti a uno scheletro.
Max considerava infatti gli animali in qualche modo superiori agli esseri umani corrotti dalla civiltà. A cavallo fra i due secoli dipinse una serie di tele in cui le scimmie erano intente in attività accademiche, ad esempio atteggiate a tenere lezioni di anatomia. Nel più famoso di questi quadri, Giudici d'arte (1889), 13 scimmie rappresentano critici d'arte con cui, malgrado l'opinione diffusa, l'artista non intendeva censurare la categoria, bensì utilizzare lo stesso espediente degli scrittori di fiabe tradizionali: la personificazione delle debolezze umane, come la vanità, per mezzo degli animali.

## Alcune opere
- Der Anatom (1869), Neue Pinakothek München
- Verblüht (1870), Museo regionale di Liberec

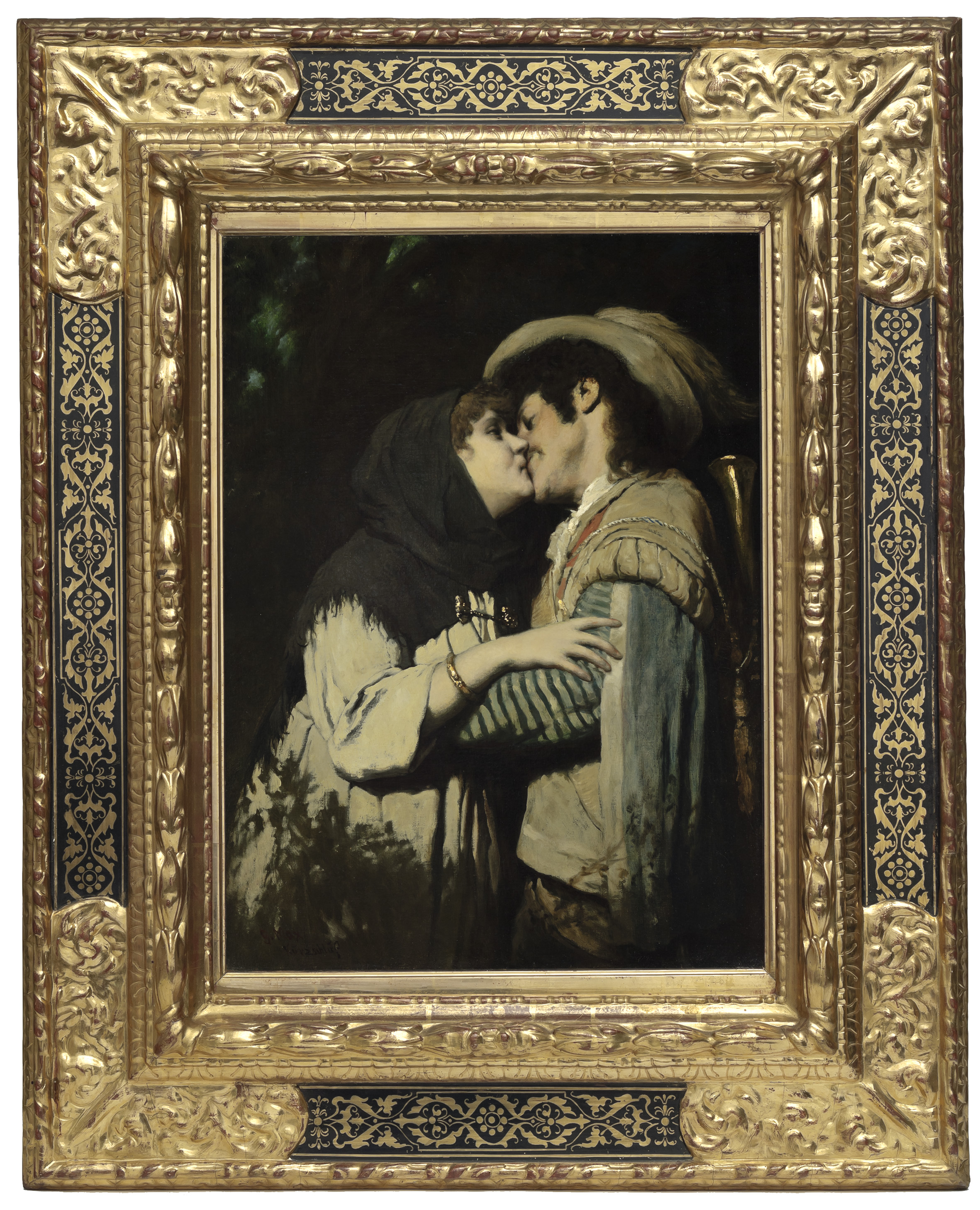
Cortocircuito (ca. 1890)

- Gretchen in der Walpurgisnacht (1873)
- Die Kindesmörderin (1877)
- Christus erweckt des Jairus Töchterlein (1878), Musée des beaux-arts, Montréal
- Heilige Elisabeth (1881)
- Affen als Kunstrichter (1889), Neue Pinakothek München
- Affe vor Skelett (ca. 1900)
- Sieg der Wahrheit (1904)
- Die Nonne im Klostergarten, Hamburger Kunsthalle
- Mädchen, Pilze putzend, Lenbachhaus
- Die Schwestern, Galleria nazionale di Berlino

## Galleria d'immagini

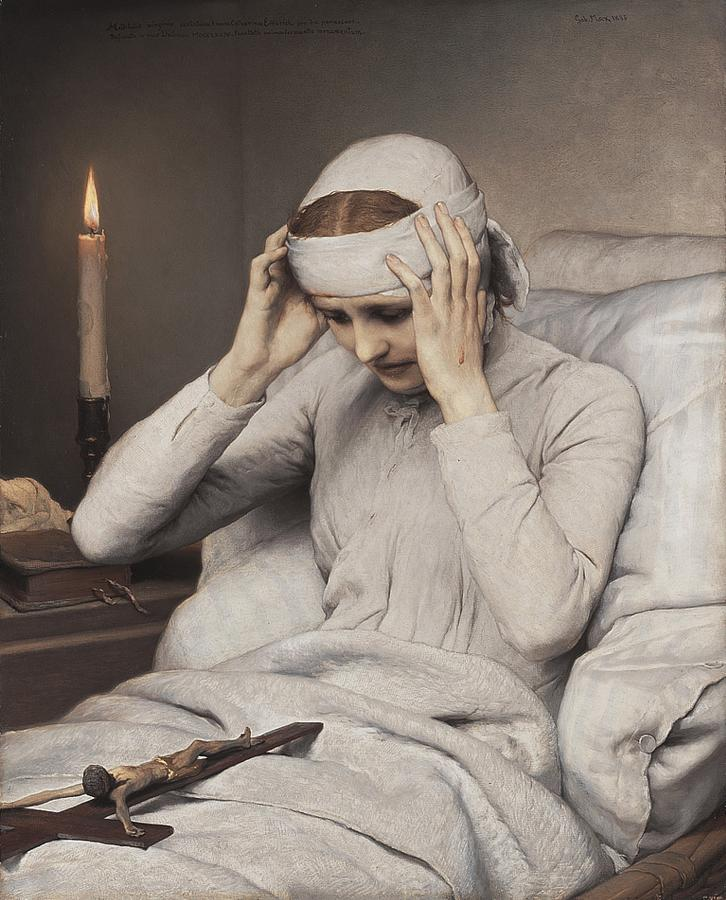
L'estasi della vergine (Anna Katharina Emmerick)
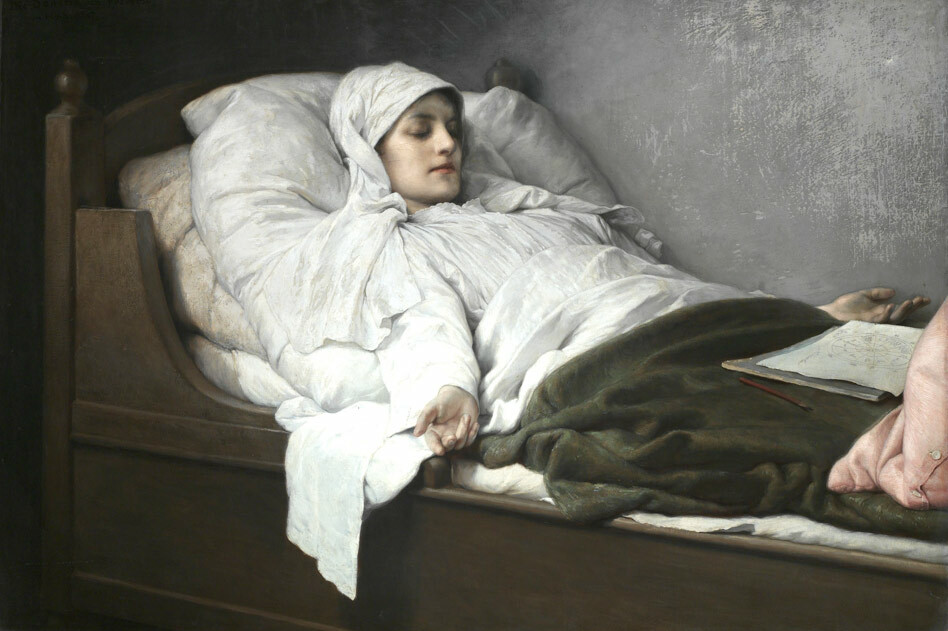
La veggente di Prevorst
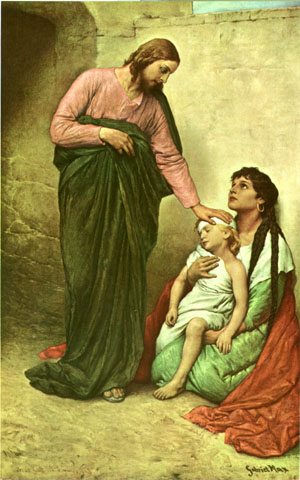
Gesù guarisce i malati
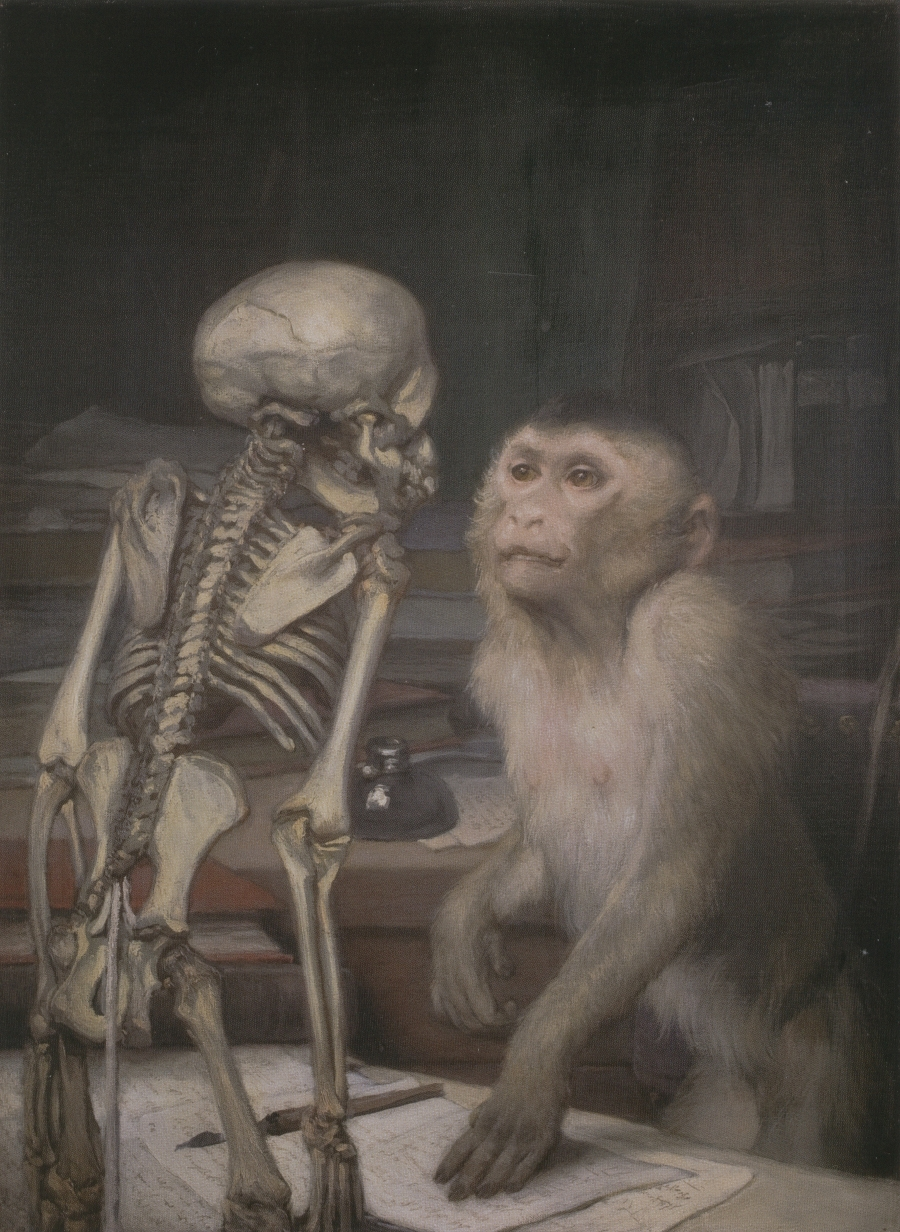
Scimmia davanti a uno scheletro
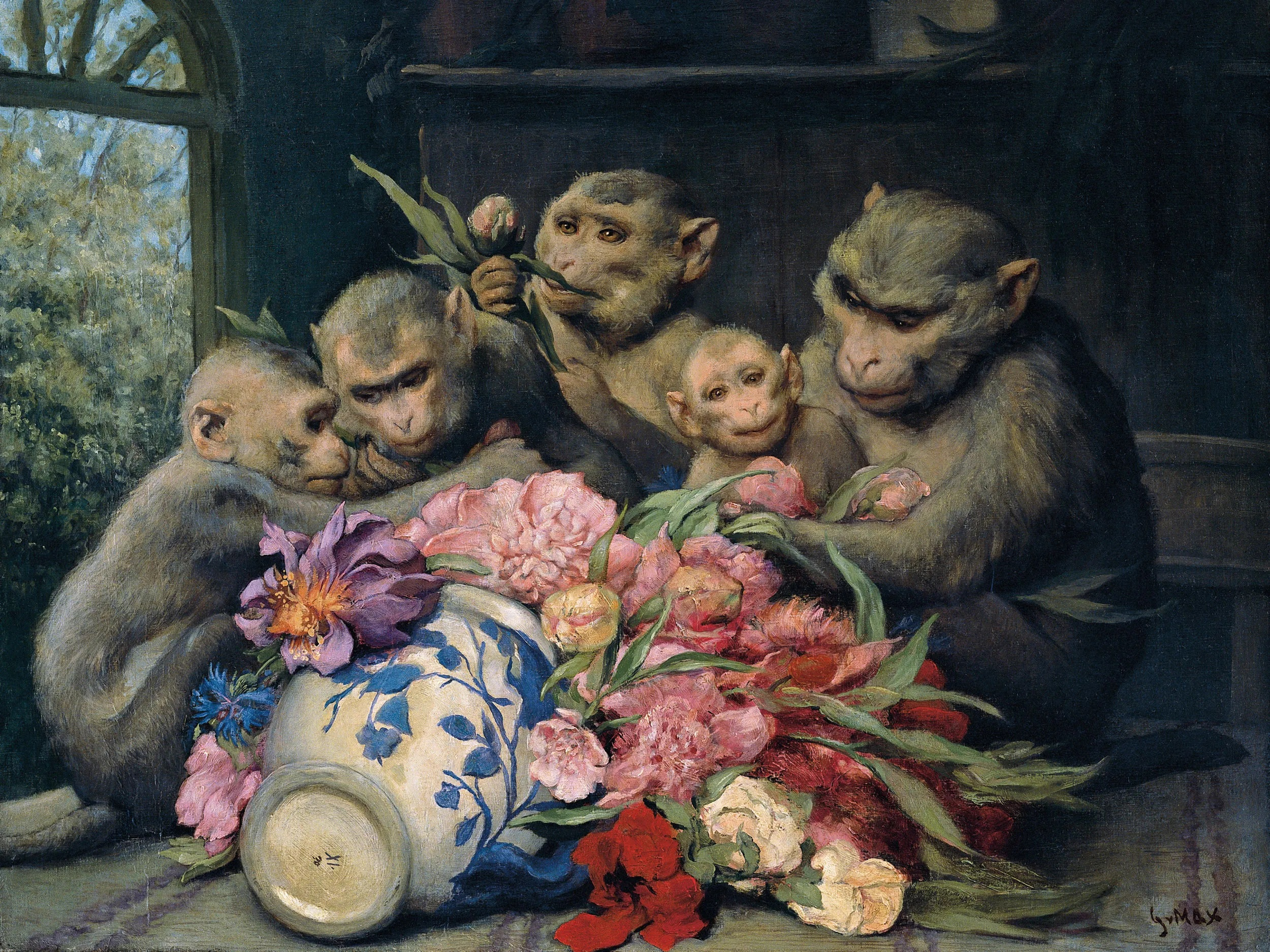
Scimmie con vaso di fiori
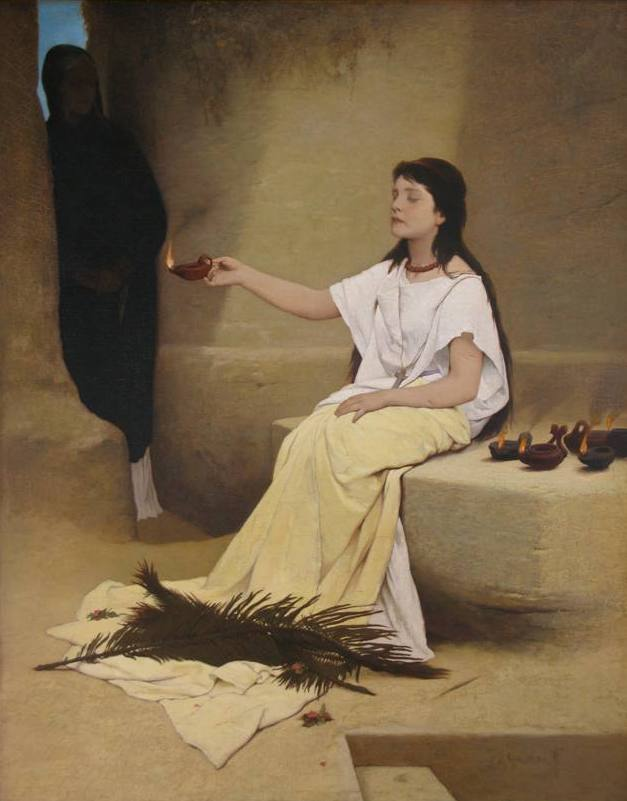
Luce